# Liste der Bodendenkmale in Asendorf (Nordheide)
In der Liste der Bodendenkmale in Asendorf sind alle Bodendenkmale der niedersächsischen Gemeinde Asendorf (Nordheide) aufgelistet. Die Quelle ist der Denkmalatlas Niedersachsen. Der Stand der Liste ist der 18. Oktober 2024.

## Allgemein
In den Spalten finden sich folgende Informationen des Bodendenkmales :
- Lage        : geographische Koordinaten
- Bezeichnung : Bezeichnung lt. Denkmalatlas
- Beschreibung: Beschreibung lt. Denkmalatlas
- ID          : Objekt-ID
- Bild        : Bild, ggf. zusätzlich mit Link zu weiteren Fotos im Medienarchiv Wikimedia Commons.

## Asendorf
| Lage                        | Bezeichnung              | Beschreibung | ID       | Bild |
| --------------------------- | ------------------------ | --- | -------- | ---- |
| 53° 16′ 10″ N, 9° 57′ 27″ O | Asendorf 20, Grabhügel   | Sehr flach, Dm. ca. 10 m, erhaltene Höhe 0,4 m. Zentral und an der Westseite alte Eingrabungen. Über Westseite ein Zaun aus aufgehäuftem Totholz, überwuchert langsam. | 28958903 | BW   |
| 53° 16′ 6″ N, 9° 57′ 31″ O  | Asendorf 21, Grabhügel   | Breit, Dm. 15 m und Höhe 1,3 m. Vom Südrand zur Mitte hin eine große alte Eingrabung. | 28958904 | BW   |
| 53° 16′ 6″ N, 9° 57′ 28″ O  | Asendorf 22, Grabhügel   | Flach, Dm. 12 m und erhaltene Höhe 0,6 m. In der Mitte eine alte Eingrabung von ca. 1,3 × 1,3 m. Weitere grabenartige Eingrabung stört den NW-Rand. | 28958905 | BW   |
| 53° 16′ 6″ N, 9° 57′ 29″ O  | Asendorf 23, Grabhügel   | Gleichmäßig gewölbt, äußerlich unversehrt, Dm. 10 m und erhaltene Höhe 0,8 m. | 28958906 | BW   |
| 53° 16′ 6″ N, 9° 57′ 28″ O  | Asendorf 24, Grabhügel   | Flach, Dm. 12 m und erhaltene Höhe 0,8 m. In der Mitte eine alte Eingrabung. | 28958907 | BW   |
| 53° 16′ 52″ N, 9° 57′ 32″ O | Asendorf 25, Grabhügel   | Breit, flach, Dm. 20 m und erhaltene Höhe 0,7 m. Im S-Teil von Wirtschaftsweg eingeschnitten und in zwei Teile geteilt. | 28958908 | BW   |
| 53° 16′ 49″ N, 9° 57′ 24″ O | Asendorf 26, Grabhügel   | Flach, ursprünglicher Dm. ca. 20 m. In der Mitte eine große Eingrabung. Beim Abräumen des Mutterbodens für eine Kiesgrube wurde das westliche Drittel abgeschoben. Der zergrabene Rest, ca. 15 m Dm. und 0,5 m Höhe wurde danach aufgeforstet. | 28959002 | BW   |
| 53° 16′ 46″ N, 9° 57′ 25″ O | Asendorf 27, Grabhügel   | Breit, flach, Dm. 20 m und erhaltene Höhe 1 m. In der Mitte eine große Eingrabung. | 28959003 | BW   |
| 53° 16′ 51″ N, 9° 57′ 29″ O | Asendorf 28, Grabhügel   | Breit mit steilem Rand. Dm. 18 m, erhaltene Höhe 1,0 m. Die Mitte ist flach, im Süden etwas eingesunken, vermutlich durch eingestürzte Tiergänge. | 28959004 | BW   |
| 53° 17′ 32″ N, 9° 57′ 38″ O | Asendorf 37, Grabhügel   | Gleichmäßig gewölbt, Dm. 12 m und erhaltene Höhe 1 m. Forstarbeiten und alte Kaninchenbauten haben die Oberfläche teilweise gestört. | 28959005 | BW   |
| 53° 15′ 43″ N, 9° 57′ 30″ O | Asendorf 55, Grabhügel   | Flach, Dm. 12 m, erhaltene Höhe 0,8 m. Rand nur unscharf abgrenzbar, ganze Oberfläche durch Anpflanzungen zerwühlt. | 28959006 | BW   |
| 53° 15′ 42″ N, 9° 57′ 30″ O | Asendorf 56, Grabhügel   | Mitte durch 3 × 3 m messende Eingrabung gestört, Rest der Oberfläche zerwühlt. Dm. 15 m, erhaltene Höhe noch 0,7 m. | 28959007 | BW   |
| 53° 15′ 41″ N, 9° 57′ 27″ O | Asendorf 57, Grabhügel   | Flach, Ränder nur unscharf auszumachen, Dm. 12 m, erhaltene Höhe 0,6 m. Durch Forstpflanzung Oberfläche stark zerwühlt. | 28959008 | BW   |
| 53° 16′ 43″ N, 9° 57′ 32″ O | Asendorf 60, Grabhügel   | Sehr flach unter Kiefern-Altholz. Dm. 18 m, erhaltene Höhe 0,7 m. Oberfläche stark zerwühlt. | 28959009 | BW   |
| 53° 16′ 9″ N, 9° 59′ 19″ O  | Asendorf 61, Grabhügel   | Breit, flach, Dm. von 15 m und erhaltene Höhe 0,8 m. Große alte Eingrabung in der Mitte, die nach Aussage des Grundstückbesitzers lange als wilde Müllkuhle missbraucht wurde. | 28959010 | BW   |
| 53° 16′ 7″ N, 9° 59′ 20″ O  | Asendorf 62, Grabhügel   | Breit, flach, Dm. 15 m und erhaltene Höhe 0,8 m. Alte große Eingrabung in der Mitte, die nach Aussage des Grundstücksbesitzers lange als wilde Müllkuhle missbraucht wurde. | 28959011 | BW   |
| 53° 18′ 25″ N, 9° 58′ 45″ O | Asendorf 63, Grabhügel   | Sehr wuchtig, allerdings stark abgeflacht und sehr zerwühlt. Dm. ca. 19 m, erhaltene Höhe ca. 1,50 m. Im W. teilweise abgetragen, SW und NW-Fuß durch Grundstückszäune überbaut und randlich angegraben. | 28959012 | BW   |
| 53° 18′ 24″ N, 9° 58′ 46″ O | Asendorf 65, Grabhügel   | Groß, breit, Durchmesser ca. 15 m, erhaltene Höhe 0,8 m, mittlerweile stark abgeflacht und sehr zerwühlt, kaum zu erkennen. | 28959013 | BW   |
| 53° 17′ 31″ N, 9° 57′ 41″ O | Asendorf 66, Ringwall    | Leicht ovaler Ringwall mit Außengraben, der zur Hälfte im Wald und zur Hälfte in Ackerland gelegen ist. Funktion ist unklar. Dm. ca. 80 m (außen) und 70 m (innen). Der außen umlaufende Graben ist ca. 2,0 m breit und bis 0,4 m tief; der Wall ca. 3,0 m breit und bis 0,5 m hoch. Die im N auf Acker und Wiese liegende Hälfte ist abgetragen, durch abgesetzte Vegetation deutlich sichtbar, die Hälfte im Forst ist stellenweise beschädigt aber noch obertägig erhalten. | 28959015 | BW   |
| 53° 17′ 37″ N, 9° 57′ 43″ O | Asendorf 67, Grabhügel   | Breit, Dm. 15 m und erhaltene Höhe 1,2 m. Große winkelförmige Eingrabung wahrscheinlich von modernen Jagdsitz. Im Osten durch Weg angeschnitten und der Steinkranz entfernt. | 28959016 | BW   |
| 53° 17′ 15″ N, 9° 57′ 46″ O | Asendorf 68, Grabhügel   | Stark abgeflacht aber deutlich erkennbar. Dm. 8 m, erhaltene Höhe 0,5 m. Der östliche Hügelfuß durch temporär genutzten Feldweg beschädigt. | 28959017 | BW   |
| 53° 17′ 15″ N, 9° 57′ 47″ O | Asendorf 69, Grabhügel   | Sehr flach, Dm. ca. 14 m, erhaltene Höhe 0,7 m. Von der Nordseite her erfolgte eine oberflächliche Abgrabung. | 28959018 | BW   |
| 53° 17′ 29″ N, 9° 59′ 38″ O | Asendorf 70, Grabhügel   | Breit, ursprünglicher Dm. 14 m. Das östl. Drittel in Waldstreifen erhalten. Der größere Teil für Weg- und Ackerfläche abgetragen und eingeebnet. Dm. noch 9 m, die erhaltene Höhe noch 0,6 m. | 28959019 | BW   |
| 53° 16′ 5″ N, 9° 59′ 1″ O   | Asendorf 78, Rillenstein | Drei Steine etwa gleicher Größe zusammen, daneben ein erheblich größerer (1,70 × 1,20 × 0,80 m), der an einer Fläche ziemlich eben ist. Es scheint, dass dieser Stein auf den drei erstgenannten gelegen hat und von diesen herunter gestürzt wurde. Der vorderste der verm. Trägersteine hat auf seiner derzeitigen Oberseite eine deutlich eingepickte Rille. | 28959026 | BW   |
| 53° 15′ 59″ N, 9° 57′ 23″ O | Asendorf 81, Grabhügel   | Kuppe abgeflacht und enthält zentralen alten Grabungstrichter. Dm. 10 m, erhaltene Höhe 0,3 m. | 28959028 | BW   |
| 53° 16′ 52″ N, 9° 57′ 34″ O | Asendorf 83, Grabhügel   | | 28959029 | BW   |

### Asendorf 6
- ID:28981609
- Grabhügelfeld mit 13 Hügeln, das sich in NW-SO-Richtung erstreckt. Die Grabhügel haben einen Dm. von 8 – 10 m und eine H. von 0,4 – 0,9 m. Aus den Hügeln sind bisher keine Grabungen und Funde bekannt.

| Lage                        | Bezeichnung | Beschreibung | ID       | Bild |
| --------------------------- | ----------- | --- | -------- | ---- |
| 53° 16′ 4″ N, 9° 56′ 56″ O  | Asendorf 6  | Dm. 10 m und erhaltene Höhe 0,9 m. Rand verläuft steil, unversehrt, flach. | 28958893 | BW   |
| 53° 16′ 3″ N, 9° 56′ 55″ O  | Asendorf 7  | Klein, Dm. 8,5 m und erhaltene H. 0,4 m. Kuppe sehr flach mit verwaschenen Kanten, mehrere Pflanzrillen.                                                                      | 28958892 | BW   |
| 53° 16′ 8″ N, 9° 56′ 51″ O  | Asendorf 10 | Flach, Dm. 10 m, erhaltene Höhe 0,7 m. Wurde in den 1980ern von einem Forststreifenpflug überpflügt und beschädigt.                                                           | 28958894 | BW   |
| 53° 16′ 8″ N, 9° 56′ 52″ O  | Asendorf 11 | Breit, flach gewölbt, Dm. 20 m, erhaltene Höhe 1,2 m. | 28958895 | BW   |
| 53° 16′ 9″ N, 9° 56′ 51″ O  | Asendorf 12 | Unscheinbar, Dm. 10 m, erhaltene Höhe 0,5 m. Vom Forststreifenpflug überpflügt.                                                                                               | 28958896 | BW   |
| 53° 16′ 9″ N, 9° 56′ 48″ O  | Asendorf 13 | Flach, Dm. 10 m, erhaltene Höhe 0,6 m. Vom Forststreifenpflug überpflügt. | 28958885 | BW   |
| 53° 16′ 11″ N, 9° 56′ 47″ O | Asendorf 14 | Breit, flach. Westliche Drittel bei der Anlage des Forstweges etwa 0,60 m abgetragen, der Rest ist gut erhalten. Ursprünglicher Dm. 15 m, erhaltene Höhe im Ostteil H. 0,7 m. | 28958897 | BW   |
| 53° 16′ 7″ N, 9° 56′ 52″ O  | Asendorf 15 | Flach, Dm. 10 m und erhaltene Höhe 0,6 m. Vom Forststreifenpflug überpflügt, sonst unversehrt.                                                                                | 28958898 | BW   |
| 53° 16′ 6″ N, 9° 56′ 53″ O  | Asendorf 16 | Breit, flach, Dm. 12 m und erhaltene Höhe 0,7 m. Vom Forststreifenpflug überpflügt, sonst unversehrt.                                                                         | 28958899 | BW   |
| 53° 16′ 6″ N, 9° 56′ 53″ O  | Asendorf 17 | Klein, unscheinbar, Dm. 8 m und erhaltene H. 0,5 m. Vom Streifenpflug überpflügt und an der N-Seite abgegraben.                                                               | 28958900 | BW   |
| 53° 16′ 5″ N, 9° 56′ 54″ O  | Asendorf 18 | Flach, Dm. 10 m und erhaltene Höhe 0,6 m. Vom Forststreifenpflug überpflügt, sonst unversehrt.                                                                                | 28958901 | BW   |
| 53° 16′ 8″ N, 9° 56′ 47″ O  | Asendorf 19 | | 28958902 | BW   |
| 53° 16′ 4″ N, 9° 56′ 56″ O  | Asendorf 58 | Flach gewölbt, unversehrt, Dm. 10 m und erhaltene Höhe 0,7 m. | 28986415 | BW   |

### Asendorf 71
- ID:28953391
- Am Rande eines Waldstreifens an der Kante der Niederterrasse über dem Tal der Schmalen Aue gelegenes Grabhügelfeld. Erkennbar sind noch 8 flache Grabhügel (Buckelgräber) mit Dm. zwischen 5 – 10 m und erhaltenen Höhen von 0,3 – 0,7 m.

| Lage                        | Bezeichnung | Beschreibung | ID       | Bild |
| --------------------------- | ----------- | --- | -------- | ---- |
| 53° 17′ 33″ N, 9° 59′ 35″ O | Asendorf 71 | Flach (Buckelgrab), Dm. ehemals 10 m, erhaltene Höhe 0,7 m. Von Süden her 5/8 des Hügelkörpers abgegraben.                                                                        | 28959020 | BW   |
| 53° 17′ 33″ N, 9° 59′ 34″ O | Asendorf 72 | Flach (Buckelgrab), Dm. 6,5 m, erhaltene Höhe 0,6 m. Alte, trichterförmige Eingrabung stört die Mitte.                                                                            | 28959021 | BW   |
| 53° 17′ 33″ N, 9° 59′ 34″ O | Asendorf 73 | Sehr flach, neben tiefer Geländerinne. Dm. 5 m, erhaltene Höhe 0,3 m. | 28959022 | BW   |
| 53° 17′ 34″ N, 9° 59′ 33″ O | Asendorf 74 | Dm. noch 7,5 m, erhaltene Höhe 0,6 m. Eine alte, trichterförmige Eingrabung in der Mitte.                                                                                         | 28959023 | BW   |
| 53° 17′ 34″ N, 9° 59′ 33″ O | Asendorf 75 | Flach (Buckelgrab), Dm. 5 m, erhaltene Höhe 0,50 m. Ackerkante/Waldgrenze verläuft direkt am westlichen Hügelfuß. In zentralen alten Grabungstrichter eine doppelstämmige Kiefer. | 28959024 | BW   |
| 53° 17′ 34″ N, 9° 59′ 33″ O | Asendorf 76 | Flach (Buckelgrab). Dm. 5 m, erhaltene Höhe 0,5 m. Längs verläuft ein Trampelpfad.                                                                                                | 28959025 | BW   |
| 53° 17′ 33″ N, 9° 59′ 35″ O | Asendorf 79 | Stark verflacht, Form und Maße nicht mehr feststellbar. | 28953392 | BW   |
| 53° 17′ 33″ N, 9° 59′ 35″ O | Asendorf 80 | Flach(Buckelgrab), Dm. 5 m, erhaltene Höhe 0,3 m. Mögliche Beschädigungen sind schlecht zu erkennen, wahrscheinlich aber angegraben.                                              | 28959027 | BW   |